# Raphael Maklouf
Raphael David Maklouf (Jerusalén, 10 de diciembre de 1937), es un escultor británico-israelita, autor del diseño de la esfige de Isabel II del Reino Unido, usada en las monedas de muchas de las naciones de la Mancomunidad de Naciones.

## Biografía
Maklouf nació en Jerusalén, en el seno de una familia judía; Sus padres eran Samuel Markluf (Safed, antes Palestina; 1911-1990) y Leonie Maklouf (Saarbrücken, Alemania; 1915).
Los Maklouf emigraron a Reino Unido tras la Segunda Guerra Mundial.
Raphael Maklouf asistió a la Camberwell College of Arts, hasta el año 1958, tras eso, se volvió un académico literário por una década. Fue asociado a la Real Sociedad de Escultores Británicos, en 1979
Dos de sus diseños fueron seleccionados para las monedas de la libra esterlina el 8 de agosto de 1984, una para circulación general, y otra para ediciones conmemorativos. Fueron usados en varios países entre 1987 y 1997. También es conocido por su diseño escultural que representa el Vía crucis en la catedral de Catedral de Santa María y Santa Helena. Maklouf está asociado con Tower Mint Ltd, una empresa privada que produce medallas, monedas coleccionables y items similares.